# Helena Bochořáková-Dittrichová

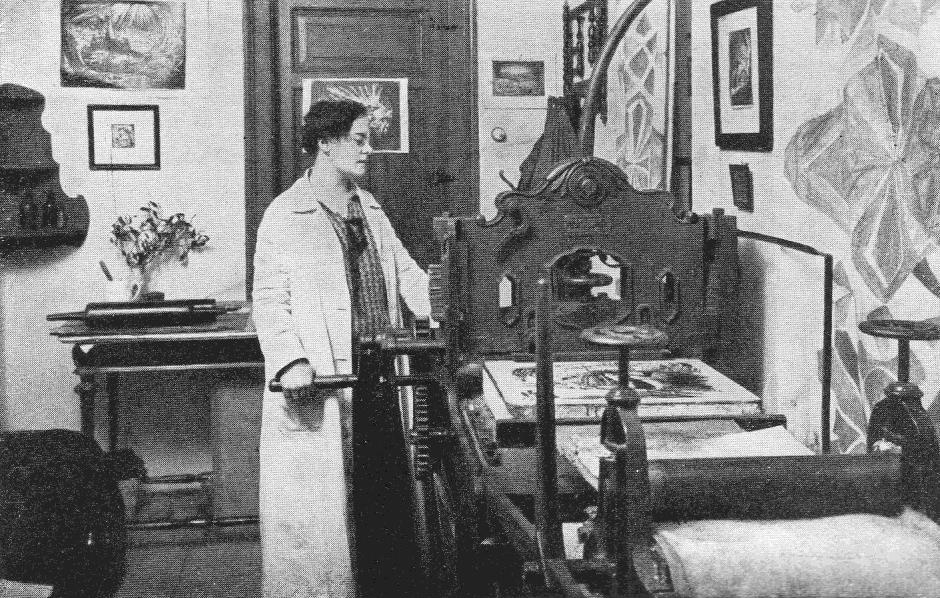
Helena Bochořáková-Dittrichová in ihrem Atelier, 1923

Helena Bochořáková-Dittrichová (geboren 31. Juli 1894 in Vyškov, Mähren; gestorben 28. März 1980 in Brünn, Tschechoslowakei) war eine tschechische Buchillustratorin, Holzschneiderin und Malerin. Sie gilt als die erste Autorin eines Bildromans (Graphic Novel).

## Werdegang
Bochořáková-Dittrichová wurde in einer Mittelstands-Familie in Vyškov, Mähren geboren. Sie wuchs in der nahegelegenen Haná auf und zog 1913 mit ihrer Familie nach Brünn, wo sie abgesehen von Studium und Reisen bis zu ihrem Tod 1980 lebte.
Ab 1919 studierte sie Malerei und Zeichnung an der Akademie der Bildenden Künste in Prag. Nach Abschluss des Studiums erhielt sie ein Stipendium des Bildungsministeriums, um modernen Druck in Paris zu studieren. Dort entdeckte sie die Holzschnitt-Romane des belgischen Künstlers Frans Masereel, der ihr künftiges Werk stark beeinflusste.
Von 1924 bis 1930 stellte Bochořáková-Dittrichová regelmäßig im Pariser Salon aus und hatte auch Ausstellungen in Antwerpen (1925), Philadelphia (1926), Zürich (1927), Buenos Aires (1928) und Wien (1934). Bis zum Ausbruch des Zweiten Weltkriegs reiste sie durch Europa, Russland und die Vereinigten Staaten.
Sie starb in Brünn im Alter von 85 Jahren. Sie gilt als eine der führenden tschechischen Druckgraphiker und Buchillustratoren. Ihre Werke werden in Sammlungen der tschechischen Republik ausgestellt, darunter der Mährischen Galerie in Brünn, dem Museum Vyskovska, der Akademie der Bildenden Künste in Prag und dem Stadtmuseum Brünn.

## Einflüsse
Bochořáková-Dittrichová wurde während ihres Studiums in Paris durch den flämischen Künstler Frans Masereel beeinflusst. Masereel und andere behandelten in ihren Werken Unterdrückung und soziale Ungerechtigkeit. Dagegen stellten Bochořáková-Dittrichovás Arbeiten das Alltagsleben von Mittelstandsfamilien dar, das ihrem eigenen Leben und Herkunft ähnelte.

## Hauptwerke
Ihr erstes Werk Z Mého Dětství (Aus meiner Kindheit) erschien 1929 und gilt als der erste von einer Frau verfasste graphic novel (Bildroman). Das Buch erzählt die Lebensgeschichte eines jungen, wohlbehüteten Mädchens namens Helli ihre Streiche, Unfälle, Familiengeschichten bis zum ersten Schuljahr und wird vollständig durch Holzschnitte erzählt, die von knappen Beschreibungen ergänzt werden. Das Buch wurde später mit einer Auflage von 300 Stück von der britischen Buchhandlung und Galerie A. Zwemmer veröffentlicht. Ihr zweites Hauptwerk, Malířka Na Cestách (Die Malerin auf ihrer Reise) wurde nicht veröffentlicht und besteht aus 52 Holzschnitten, mit ebenfalls stark autobiographischen Zügen.

## Werkverzeichnis

### Bildromane
- Z Mého Dětství / Aus meiner Kindheit (1929)
- Z života T.G. Masaryka / Aus dem Leben von TG Masaryk (1930)
- Dřevoryty z USA / Holzschnitte aus den USA (1933)
- Dojmy z SSSR / Eindrücke aus der UdSSR (1934)
- Indiáni jindy a dnes / Indianer damals und heute (1934)
- Mezi dvěma oceány : dojmy z cesty po Spojených státech amerických / Zwischen zwei Ozeanen: Eindrücke von einer Reise in die Vereinigten Staaten (1936)
- Švédové před Brnem / Schweden in Brünn (1936)
- Kristus : 32 dřevorytů k Novému zákonu / Christus: 32 Holzschnitte aus dem Neuen Testament (1944)
- Nalomená větev / Ein zerbrochener Ast (1947)
- Rozkol / Die Teilung (1948)
- Příboj: román ze 17. století / Brandung: ein Roman aus dem 17ten Jahrhundert (1946)
- Oslavanské povstání : dřevoryty : Dva cykly dřevorytů k prosincovým událostem roku 1920 na Rosicko-Oslavansku / Der Oslavany-Aufstand: Holzschnitte: Zwei Zyklen von Holzschnitten zur Erinnerung an die Ereignisse von 1920 in Rosice-Oslavany (1960)
- Uprostřed proudu / Mitten im Strom (1967)
- Smršť nad Žuráněm / Wirbelwind über Žuráň (1969)
- Malířka Na Cestách / Die Malerin auf ihrer Reise (1930, unveröffentlicht)

### Holzschnitte
- Poklad / Schatz (5 Holzschnitte, 1920)
- Válka / Krieg (4 Linolschnitte, 1922)
- Kristus / Christus (5 Holzschnitte, 1922)
- Hříchy / Sünden (5 Holzschnitte, 1923)
- Kain / Kain (3 Holzschnitte, 1923)
- Zaslíbená zemé / Das Gelobte Land (5 Holzschnitte, 1923)
- Kristus, II. cyklus / Christus, zweiter Zyklus (5 Holzschnitte, 1923)
- Z Versailles / Aus Versailles (3 Holzschnitte, 1933)
- Oslavany (5 Holzschnitte, 1924)
- Bloudící / Going Astray (3 Linolschnitte, 1924)
- Vyškov (6 Holzschnitte, 1924)
- Marnotratný syn / Der verlorene Sohn (3 Holzschnitte, 1924)
- Povstání / Der Aufstand (6 Holzschnitte, 1925)
- Stavba zemského domu / Bau eines Landhauses (7 Holzschnitte, 1925)
- Zahrada snů / Garten der Träume (6 Kaltnadelradierungen, 1925)
- Pohádky / Märchen (5 Farbholzschnitte, 1926)
- Venezia / Venedig (6 Farbholzschnitte, 1926)
- Déti / Kinder (28 Zeichnungen, 1927)
- Brno (6 Kaltnadelradierungen, 1928)
- Brno (4 Farb-Linolschnitte, 1928)
- Brno (7 Farbholzschnitte, 1928)
- Třinec (5 Farbholzschnitte, 1929)
- New York (6 Holzschnitte, 1932)
- Z Nového Mexika / Aus Neu Mexiko (8 Holzschnitte, 1933)
- U sv. Antonícka / St. Antonstag (5 Holzschnitte, 1936)
- Na Zakarpatské Rusi / Im Oblast Zakarpattia (4 Holzschnitte, 1938)
- Brno po náletech / Brünn nach der Bombardierung (3 Kaltnadelradierungen, 1959)
- Přehrada / Reservoir (8 Kaltnadelradierungen, 1960)
- Stavby socialismu / Aufbau des Sozialismus (5 Blätter, 1960)
- Z veletrhu /  Vom Jahrmarkt (5 Holzschnitte, 1962)